# Ufficiale medico
L'ufficiale medico è un ufficiale delle forze armate italiane, laureato in medicina e chirurgia, abilitato all'esercizio della professione e inquadrato nella sanità militare. Oltre a occuparsi della salute del personale militare, prevenendo, diagnosticando e curando le malattie, gli ufficiali medici ricevono l'addestramento militare di base di un ufficiale d'arma.

Scudetto identificativo

Gli ufficiali iscritti all'Ordine dei medici chirurghi e degli odontoiatri ed abilitati alla professione sono definiti medici militari al pari dell'ufficiale odontoiatra. Svolgono invece una professione sanitaria e quindi "non medica" le altre figure appartenenti ai corpi sanitari militari come i farmacisti, i biologi, gli psicologi, gli infermieri e i tecnici sanitari laureati.

## Storia
Il 4 giugno 1833 nel Regno di Sardegna venne riconosciuto tramite decreto regio del re Carlo Alberto il "Riordinamento del personale e del servizio militare in tempo di pace", che riguardava anche il servizio di sanità. Da quella data i medici del servizio sanitario militare ebbero un'uniforme.
Nelle forze armate italiane gli ufficiali medici furono nel tempo arruolati nel servizio di sanità militare dopo l'abilitazione in medicina e chirurgia. Poi furono formati direttamente nelle accademie militari In Italia nel 1968 nacque a Firenze l'"Accademia di sanità militare interforze", che, oltre agli ufficiali medici in SPE, preparava anche gli Ufficiali veterinari e i chimici. Gli ufficiali medici di complemento uscivano invece dalla Scuola di Sanità Militare.
Chiusa l'Accademia interforze nel 1997, da quella data gli Ufficiali della sanità militare tornarono a essere formati nelle Accademie del corpo per i primi tre anni e i successivi tre nelle Facoltà di Medicina e Chirurgia in accordo con le accademie. Altra modalità d'accesso è dopo la laurea in medicina e chirurgia, con la frequenza di un corso semestrale in Accademia.

Fregio per berretto - Ufficiale Medico dell'esercito

## Formazione
Gli Ufficiali medici dei corpi sanitari provengono dai corsi normali delle Accademie militari. La laurea prevista per gli Ufficiali dei ruoli normali in Accademia è quella in Medicina e Chirurgia (della durata di sei anni) svolta in parte presso le Facoltà di Medicina e Chirurgia correlate.
Ufficiali medici in SPE vengono arruolati anche tramite concorso a nomina diretta dopo la laurea in medicina e chirurgia.
Per tutti gli Ufficiali del corpo sanitario, oltre alla preparazione di base è obbligatorio il conseguimento durante l'iter formativo dei seguenti corsi e brevetti:
- CMC (Corso teorico-pratico di Medicina Campale di Combattimento)
- HELO DUNKER (Evacuazione elicottero sommerso)
- BLS (Basic Life Support)
- DP (Defibrillazione Precoce)
- ATLS (Advanced Trauma Life Support)
- ACLS (Advanced Cardiac Life Support)
- BTLS (Basic Trauma Life Support)
- Force health protection

## Gradi
Al grado degli Ufficiali medici solitamente viene aggiunto il suffisso "c.SA" / "SAN":
|                     | Corpo sanitario (EI) | Corpo sanitario militare marittimo (MM) | Corpo sanitario aeronautico (AM) |
| ------------------- | -------------------- | --------------------------------------- | -------------------------------- |
| Ufficiali generali  | Tenente generale     | Ammiraglio ispettore capo               | Generale ispettore capo          |
| Ufficiali generali  | Maggior generale     | Ammiraglio ispettore                    | Generale ispettore               |
| Ufficiali generali  | Brigadier generale   | Contrammiraglio                         | Brigadier generale               |
| Ufficiali superiori | Colonnello           | Capitano di vascello                    | Colonnello                       |
| Ufficiali superiori | Tenente colonnello   | Capitano di fregata                     | Tenente colonnello               |
| Ufficiali superiori | Maggiore             | Capitano di corvetta                    | Maggiore                         |
| Ufficiali inferiori | Capitano             | Tenente di vascello                     | Capitano                         |
| Ufficiali inferiori | Tenente              | Sottotenente di vascello                | Tenente                          |
| Ufficiali inferiori | Sottotenente         | Guardiamarina                           | Sottotenente                     |
| Allievi Ufficiali   |                      | Aspirante guardiamarina                 |                                  |

## Distintivi di merito
I distintivi di merito sono dei particolari distintivi conseguiti in seguito alla frequentazione di determinati corsi o mediante la partecipazione ad alcune attività organizzate dalla sanità militare. Essi sono posti tutti sul taschino destro o, se a nastro, in fondo al medagliere. Il distintivo da Ufficiale medico può essere utilizzato esclusivamente da militari in possesso della laurea magistrale in Medicina e Chirurgia, specializzati o meno, purché non specializzato in Odontoiatria. Il distintivo per Ufficiali medici veterinari è utilizzabile esclusivamente da personale militare laureato in Medicina Veterinaria; il distintivo da Ufficiale Veterinario si distingue nettamente per i colori da quello da Ufficiale Medico chirurgo (medicina umana), il quale non può essere indossato da Ufficiali Veterinari. Il distintivo per Ufficiali odontoiatri è utilizzabile da personale militare laureato in Odontoiatria e Protesi Dentaria; tale distintivo può sostituire quello da Ufficiale medico se il militare, laureato in Medicina e Chirurgia, è specializzato in Odontostomatologia.
 Ufficiali medici chirurghi
 Ufficiali medici veterinari
 Ufficiali odontoiatri

Gli Ufficiali Medici ed Odontoiatri della Marina Militare Italiana pongono sul taschino sinistro della divisa un caduceo dorato, simbolo del Corpo Sanitario Militare Marittimo.